# Britanski Hong Kong
Britanski Hong Kong označava razdoblje u kojem je Hong Kong uređen kao kolonija i prekomorsko područje u Velikoj Britaniji. Isključujući japansku okupaciju tijekom Drugog svjetskog rata, Hong Kong je bio pod britanskom vlašću od 1841. do 1997. godine. Kolonijalno razdoblje započelo je okupacijom otoka Hong Kong 1841. za vrijeme Prvog opijumskog rata. Otok je ustupljen od strane dinastije Qing nakon rata 1842. i osnovan je kao krunska kolonija 1843. godine. Kolonija se proširila na poluotok Kowloon 1860. godine. Za vrijeme Drugog Opijumskog rata i dalje je proširena kada je Britanija dobila 99-godišnji zakup od Novih Teritorija 1898. godine.